# Souls for Sables
Pour plus de détails, voir Fiche technique et Distribution.
Souls for Sables est un film muet américain réalisé par James C. McKay, sorti en 1925.

## Synopsis
Fred Garlan, un industriel prospère, néglige sa femme, Alice, en faveur de ses affaires. À son tour, elle le néglige. En devenant amie avec Esther Hamilton, Alice fait la connaissance de Harrison Morrill, une canaille qui a acheté le corps d'Esther avec un manteau de zibeline. Morrill s'éprend d'Alice et s'arrange pour qu'elle gagne assez d'argent au poker pour acheter son propre manteau de fourrure. Fred croit qu'elle lui a été infidèle et la quitte. Alice décide d'accompagner Morrill à Paris, mais quand elle lit dans le journal que Jim Hamilton a tué Esther puis s'est tué, elle change d'avis. De retour à la maison, elle retrouve Fred qui lui pardonne.

## Fiche technique
- Titre original : Souls for Sables
- Réalisation : James C. McKay
- Scénario : A. P. Younger, d'après la nouvelle Garlan & Co. de David Graham Phillips
- Direction artistique : Edwin B. Willis
- Photographie : Paul P. Perry
- Montage : F. Haddon Ware
- Production : A. P. Younger
- Société de production : Tiffany Productions
- Société de distribution : Tiffany Productions
- Pays d'origine :  États-Unis
- Langue originale : anglais
- Format : Noir et blanc  — 35 mm — 1,33:1 — Film muet
- Genre : drame
- Durée : 70 minutes
- Dates de sortie : États-Unis : 14 septembre 1925

## Distribution
- Claire Windsor : Alice Garlan
- Eugene O'Brien : Fred Garlan
- Claire Adams : Helen Ralston
- Edith Yorke : Mme Kendall
- George Fawcett : M. Nelson
- Eileen Percy : Esther Hamilton

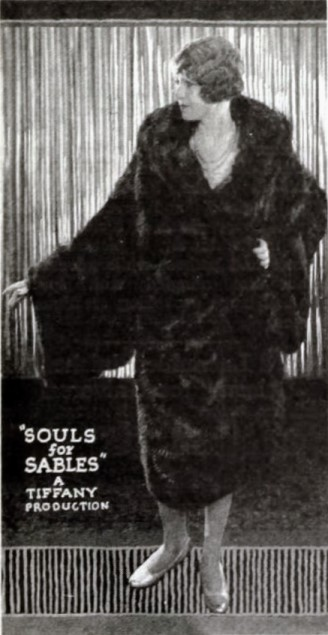
Claire Windsor.

- Anders Randolph : Harrison Morrill
- Robert Ober : Jim Hamilton